# Graiguenamanagh
Graiguenamanagh (iriska: Gráig na Manach) är en stad i grevskapet Kilkenny på Irland. Staden är belägen nära gränsen till Carlow vid floden Barrow.
I staden finns ett kloster som grundades 1204 som även har givit staden sitt namn. En ungefärlig översättning av det iriska namnet är Munkarnas dal. Klostret i staden var på sin tid det största på Irland.